# Mojo (zoogdier)
Mojo is een geslacht van uitgestorven zoogdieren uit de orde Haramiyida. De enige soort is M. usuratus. Het geslacht is ontdekt in sedimenten uit het Rhaetien (Laat-Trias) van Habay-la-Vielle in België. Het behoort tot de familie Theroteinidae, hoewel sommigen het geslacht tot de familie Paulchoffatiidae rekenen.